# Síksági indiánok
A síksági indiánok a Sziklás-hegység és a Mississippi folyó közti területet benépesítő bennszülött törzsek gyűjtőneve.

## Területük és környezetük
Az észak-amerikai földrész belseje hatalmas síkságokból és prériből áll, melyek az Észak-Manitobában, Saskatchewanban és Alberta tartományban található Kanadai-pajzs ősi gránitsziklái alatt elterülő ligetes tájtól a Texasi-alföldig, valamint a Sziklás-hegység gyűrt keleti nyúlványaitól a Mississippi völgyéig terjednek. A hegyek, a Black-hegység, a dél-dakotai Badlands és a nebraskai Sand-hegység különös szigetekként emelkednek ki a szárazföld-tengerből. A meredek partjaikkal a prériben megbúvó folyóvölgyek biztosítják a vizet, a fákat, a növényi és állati életet éppúgy, mint a metsző prériszelek elleni menedéket.

## A törzsek listája
- arapahók
- arikarák
- assziniboinok
- atszinák
- dakoták
- feketelábú indiánok
- gróvantrok
- hidatszák
- janktonáj sziúk
- kajovák
- kajova apacsok
- komancsok
- lakoták
- lipen apacsok
- mandánok
- nakoták
- oszédzsok
- paunik
- sájenek vagy csejennek
- síksági krik
- síksági odzsibvék
- varjúk

## Történelmük

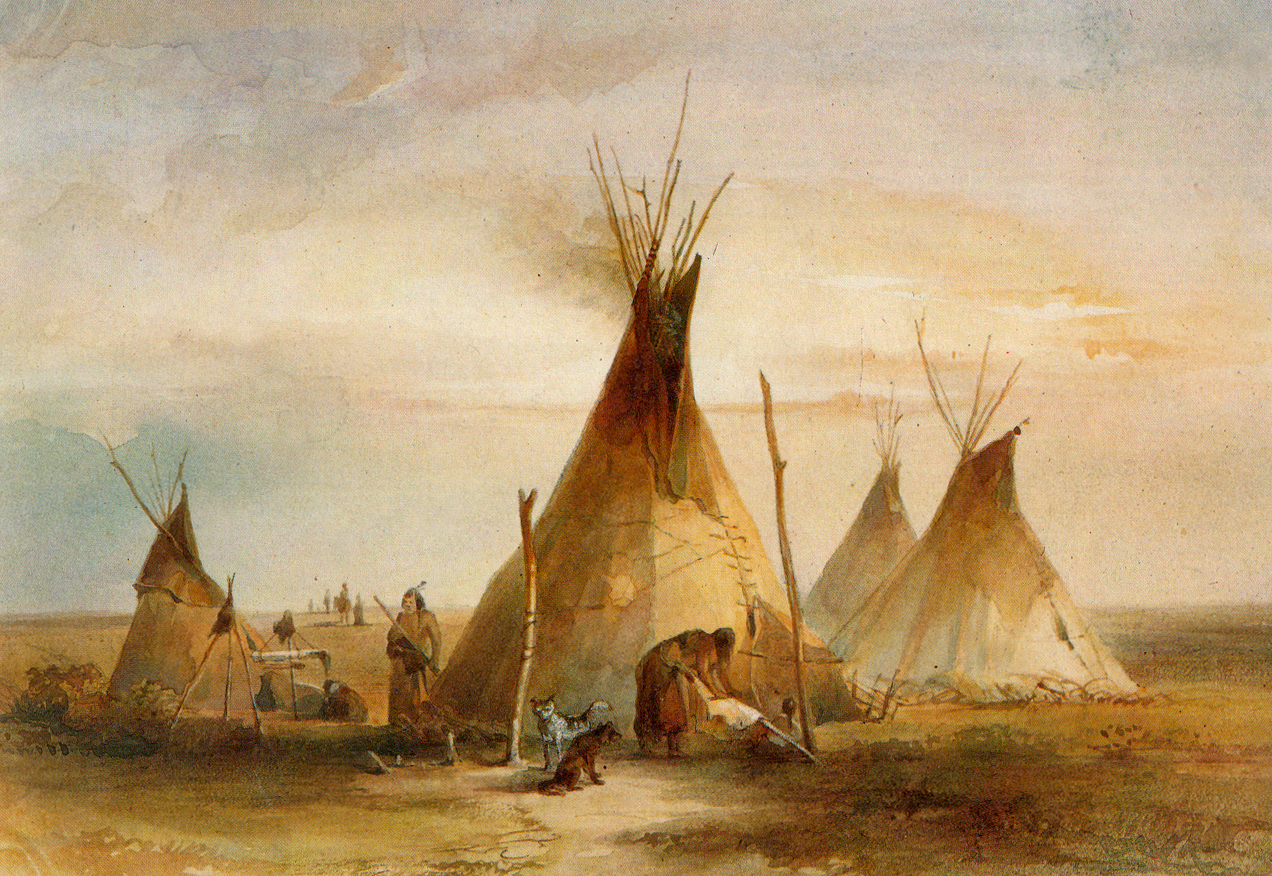
Karl Bodmer: Sziú tipi

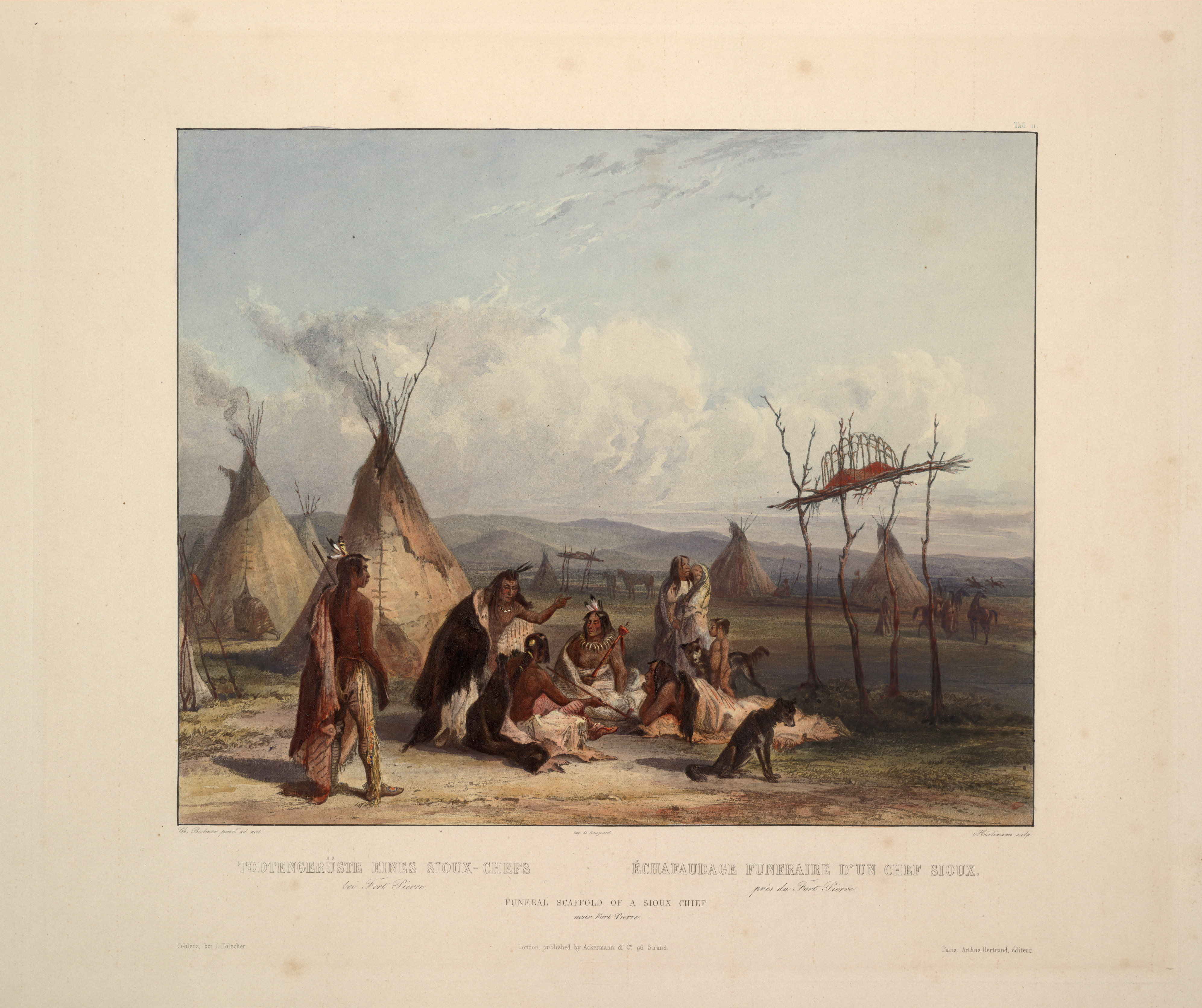
Karl Bodmer: Sziú törzsfőnök temetkezési állványa

Egykor hatalmas állat-, elsősorban sima hátú préribölény csordák nyüzsögtek a végtelenbe nyúló ég alatt, és legelték a préri bőséges dús füvét. Útjukba nem esett természetes akadály, és ragadozók sem háborgatták őket, így a bölények milliószámra szaporodtak el. Az emberek a folyók mentén elsősorban a völgyek kínálta megélhetési forrásokon: medvén, szarvason, nyúlon és vadmadarakon éltek. A bölényre gyalogosan vadásztak, vízmosásokban ejtették csapdába vagy sziklákról kergették le őket, az úgynevezett bölényugrást használva.
Mintegy ezer évvel ezelőtt újabb népcsoportok vándoroltak a síkságokra, és a nomád csoportok kertekké alakítván át a termékeny ártereket, falvakban kezdtek megtelepedni. Ezek a kultúrák a fehérekkel való kapcsolatfelvételig virágoztak. A falusi életmód gyakran kényszerült arra, hogy hozzáidomuljon az éghajlatváltozásokhoz, mikor az aszályok tönkretették a kukorica, a bab, a tök, a dohány vagy a többi növény termését. A falvak a gyér épület- és tűzifakészletek, vagy éppen az alkalmi háborúk miatt is bizonyára áttelepülésre kényszerültek.
A mandánok ősei a Missouri középső folyásának vidékéről származnak. A 12. század végén kerültek kapcsolatba az aszály elől a mai Nebraskából és Kansasból elmenekülő arikarák és paunik őseivel, és bizonyos fokú kulturális keveredésre került sor köztük. Mikorra a fehérek megérkeztek, a legtöbb csoport nagy, sánccal körülvett, földkunyhókból álló falvakban élt a nagyobb folyók mentén. A paunik Nebraskát, az arikarák jórészt a mai Dél-Dakota, míg a mandánok Észak-Dakotát népesítették be. Valamennyien ügyes földművesek voltak, akiknek élete egyforma ritmust követett: tavasszal vetettek, nyáron és kora ősszel bölényre vadásztak, a hosszú tél előtt pedig betakarították a termést.
A síkságokon zajló élet végső változásra ítéltetett, amikor a 16. században a spanyolok újra meghonosították az Észak-Amerikából évezredekkel korábban kihalt lovat. Először a paunik, majd a 17. század végére a térség más népei is átvették a lovat, és kezdtek eltávolodni a folyóvölgyektől. A földművesek könnyebben meg tudták oldani az idényjellegű bölényvadászatot. Néhány erdei törzs, mint például a sájenek, a síkságokra költöztek, hogy földet műveljenek, de ehelyett, a ló birtokában, hamarosan kizárólagos bölényvadászokká lettek. A fokozott mozgékonyság és a síkságokra érkező bevándorlóáradat következtében újabb versengés bontakozott ki a földért és az erőforrásokért.
A mozgékonyabb életformához való alkalmazkodás döntő tényezője a tipi volt. Ez az északi erdők indiánjai által kifejlesztett, kúp alakú lakóhely tökéletesen illett a síksági élethez. A felállításához szükséges karókat és bölénybőrt könnyen szét lehetett szedni, és tovább lehetett szállítani a ló vontatta csúszkán (travois).

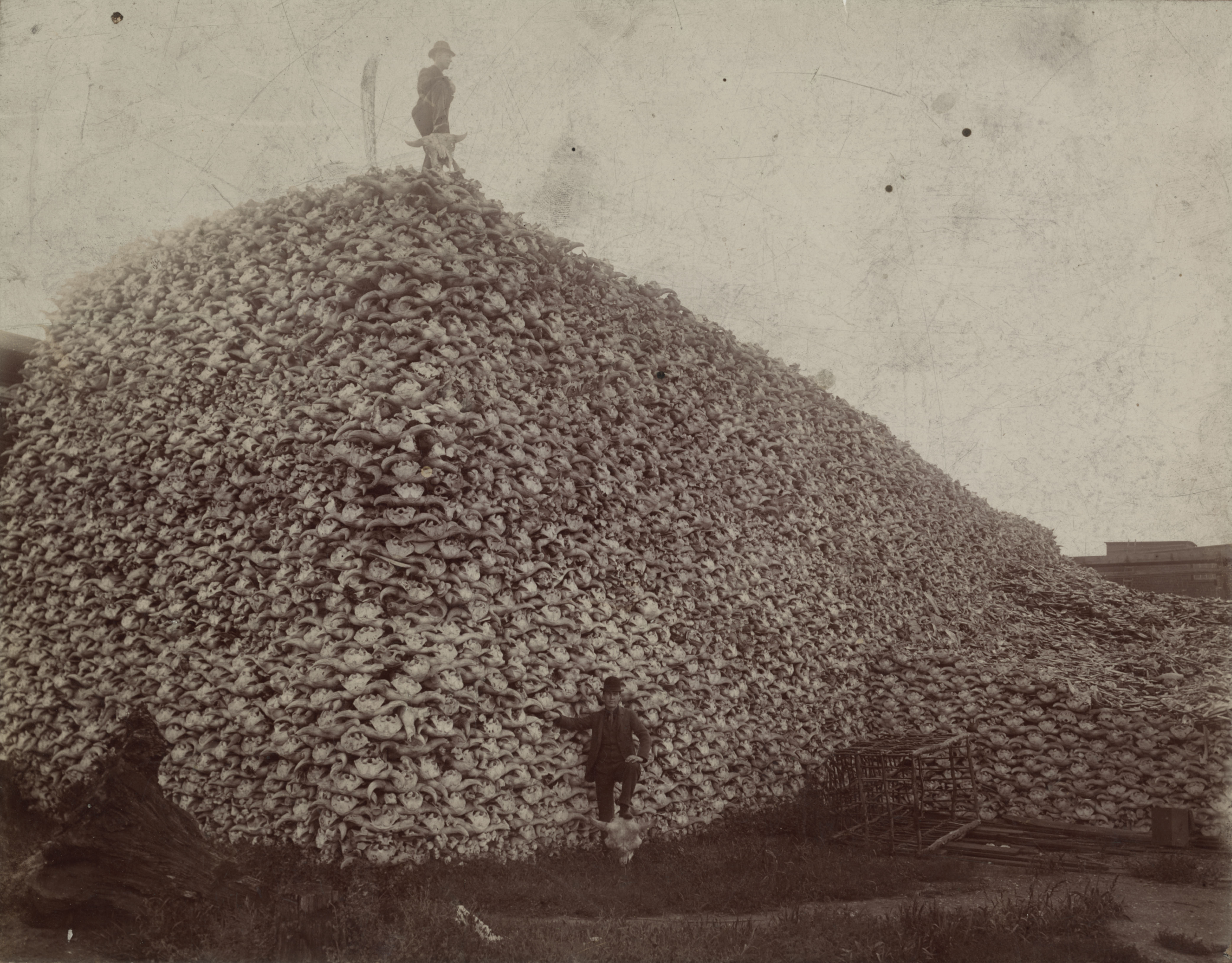
Elejtett bölények koponyái 1870 körül

A 19. századra a síkság kozmopolita tájjá alakult. Egy déli arapahó főnök elmondta, hogy útja során találkozott komancsokkal, kajovákkal, apacsokkal, kaddókkal, paunikkal, varjakkal, gróvantrokkal, kígyókkal, oszédzsokkal, arikarákkal, nez percékkel és az indián jelbeszéddel, mely akkoriban a síkságok lingua francája volt, valamennyiükkel megértette magát.
A ló meghonosítása számos előnnyel járt, ám a puska jóval kevésbé volt áldásos hatású. A puskákkal felfegyverzett északi algonkinok és az Irokéz Liga a prémkereskedelem fölötti vezető szerepért harcolva nyugati irányban terjeszkedett. Az 1700-as évek elején a keletről jövő nyomás miatt az odzsibvék a sziúkat Minesotából a síkságokra nyomták. A sziúk viszont a mandánokkal, az arikarákkal és a hidatszákkal küzdöttek a Missouri menti erőforrásokért. A lovak megkönnyítették a bölényvadászatot, és amikor a hátultöltő puska a 19. század közepén megjelent, a vadászok által elejtett bölények száma drámai mértékben megnőtt. Mikor aztán a fehérek is beszálltak a vadászatba (Buffalo Bill egymaga 4 800 bölényt ölt meg 18 hónap alatt), a védtelen állatok a kihalás küszöbére sodródtak, a síksági indiánok pedig elvesztették egyik legfontosabb természetes megélhetési forrásukat.
A fehér betelepülés, a háborúság, a betegségek és a bölények eltűnése maguk után vonták a hagyományos síksági életmód végét. Azok a népek, melyek egykor szabadon vándoroltak a végtelen térségekben, hamarosan rezervátumokba kényszerültek. A fehér behatolók itt nagyobb ellenállásba ütköztek, mint másutt, de a Szellemtánc mozgalom ellen fellépő kormányzati büntetőakciókkal és az 1890-ben körülbelül 300 lakota szíúnak (köztük sok asszony, és gyermek) a dél-dakotai Wounded Knee-nél történt lemészárlásával ez is véget ért.